# Luis López Solanes
Luis López Solanes (Huesca 1944, Cervinia 21 de enero de 1971) fue un atleta español que compitió en las disciplinas de atletismo y bobsleigh.

## Atletismo
Comenzó su andada en el atletismo participando en las pruebas de 1500 metros lisos y en las de triple salto y fichó por el Club Atletismo Monzón, luego se trasladó a Barcelona al ser consignado con una beca deportiva, fue subcampeón de España en la prueba de los 400 metros vallas, finalmente fue seleccionado para participar en citas internacionales.

## Bobsleigh y suceso mortal
Se inició en bobsleigh gracias a su titulación en monitor de educación física lo que le permitió entrar en el mundo de los deportes de invierno ya que fue nombrado preparador físico de la selección española de esquí. Entró en el bobsleigh como preparador físico del equipo y también como suplente.
El fatídico suceso sucedió el 21 de enero de 1971, el equipo español venía en gran estado de forma después de conseguir la plata en el europeo de bobsleigh, el equipo se encontraba en Cervina, en el circuito de Cortina d’Ampezzo preparados para disputar los Campeonatos Mundiales, en los días previos como era normal se disputaron los entrenamientos en uno de ellos en el día 21 tuvo lugar el trágico suceso.
El equipo de bob a 2 estaba preparado para salir, pero las anginas de uno de sus participantes, el freno Guillermo Rosal hizo que el reserva del equipo Luis Lopez sin experiencia en un bob se montara con el piloto del equipo Eugenio Baturone, Al principio el recorrido iba de maravilla, con el equipo español batiendo récords pero en la última curva a una velocidad de 130 km/h el bob se salió del circuito, y se estampó contra un árbol desnucándose Luis López Solanes e hiriendose de gravedad a su compañero de equipo.